# Anatoli Chamidullajewitsch Asrabajew
Anatoli Chamidullajewitsch Asrabajew (russisch Анатолий Хамидуллаевич Асрабаев; * 5. Mai 1969 in Taschkent, Usbekische SSR) ist ein ehemaliger sowjetischer Sportschütze aus Usbekistan, der nach Auflösung der Sowjetunion für Russland antrat.

## Erfolge
Anatoli Asrabajew, der bis 1992 für Dynamo Taschkent startete, nahm in eben jenem Jahr in der Disziplin Laufende Scheibe über die Zehn-Meter-Distanz an den Olympischen Spielen in Barcelona teil. Dabei gehörte er zum Aufgebot des Vereinten Teams. Die Qualifikation schloss er mit 579 Punkten auf dem zweiten Platz hinter Michael Jakosits ab, der einen Punkt mehr erzielt hatte. Im Finale gelangen ihm 93 Punkte, womit er den zweiten Platz hinter Jakosits behauptete, der ebenfalls 93 Punkte erzielte. Luboš Račanský schob sich noch auf den Bronzerang vor, während Asrabajew die Silbermedaille erhielt.
Bereits 1990 wurde Asrabajew in Moskau in der Disziplin Laufender Keiler im Mannschaftswettbewerb mit der sowjetischen Mannschaft Vizeweltmeister. 1994 in Mailand belegte er, nunmehr unter russischer Flagge startend, im gemischten Lauf beim Laufenden Keiler ebenfalls den zweiten Platz in der Mannschaftskonkurrenz.